# 安徽卫生健康职业学院
安徽卫生健康职业学院，为安徽省池州市的一所公办全日制普通高等职业院校。

## 校史
学院前身是始建于1926年的芜湖医院护士学校，1969年迁址池州市并更名为池州卫生学校，1987年更名为安徽省计划生育学校，2012年3月经安徽省人民政府批准设立安徽人口职业学院。2017年5月10日，教育部批复改为现名。

## 院系专业
学院现有护理系、健康服务系、医学技术系、公共基础部、培训部三系二部。开办高职专科、五年制高职、普通中专三个层次教育，其中高职专科开设助产、护理、临床医学、医学检验技术 、医学影像技术、康复治疗技术、药学、社会工作、老年服务与管理、公共事务管理、社区管理与服务11个专业；五年制高职开设护理、助产2个专业；普通中专开设护理、助产2个专业。

## 引用文献
1. 1 2  .   [2016-08-08]. （原始内容存档于2017-08-09）.